# Nothoscordum bonariense
Nothoscordum bonariense là một loài thực vật có hoa trong họ Amaryllidaceae. Loài này được (Pers.) Beauverd mô tả khoa học đầu tiên năm 1909.